# Jukiko
Princezna Jukiko (幸子女王; 14. listopadu 1680 – 18. března 1720), později známá jako Šóšúmon’in (承秋門院), byla císařovna choť císaře Higašijamy Japonského. Byla jednou z pouhých čtyř císařoven období Edo.
Byla dcerou Jukihita Arisugawa-no-mija a tedy členkou jednoho z klanů císařské rodiny, Arisugawa-no-mija. V roce 1697 se stala součástí císařského dvora a v roce 1700 porodila princeznu. V roce 1707 byla povýšena do vyšší hodnosti a o rok později byla jmenována císařovnou. Byl to pouze jeden ze čtyř případů jmenování císařovny během období Edo.

## Potomstvo
- První dcera: císařská princezna Akiko (1700–1756)